# Shelter (филм из 2007)
Shelter (у преводу: Уточиште) је амерички филм из 2007. режисера Џоне Марковица. Главне улоге у филму тумаче Тревор Рајт и Бред Роув.

## Радња
Зек (Тревор Рајт) је младић који живи у Сан Педру и који одустаје од својих снова да упише уметничку школу, како би се бринуо о својој старијој сестри Џини (Тина Холмс), њеном сину Кодију (Џексон Вирт) и свом непокретном оцу. У слободно време, Зек слика, сурфује и дружи се са својим најбољим пријатељем Гејбом (Рос Томас), као и са својим повременом девојком Тори (Кејти Валдер).
Када Гејбов старији брат Шон (Бред Роув) дође из Лос Анђелеса на неколико недеља, Зек и Шон развијају блиско пријатељство и често иду заједно на сурфовање. Шон, који је писац, подстиче Зека да преузму контролу над својим животом и оствари своју амбицију да упише CalArts, велики државни универзитет уметности. Једне ноћи после сурфовања, Зек и Шон се љубе, међутим Зек није спреман да се одмах преда својим осећањима. Ипак, њихово пријатељство се ускоро развија у романсу, док у исто време Шон гради јаку везу са Кодијем.

## Улоге
| Глумац         | Улога  |
| -------------- | ------ |
| Тревор Рајт    | Зек () |
| Бред Роув      | Шон    |
| Тина Холмс     | Џини   |
| Џексон Вирт    | Коди   |
| Рос Томас      | Гејб   |
| Кејти Валдер   | Тори   |
| Алберт Рид     | Били   |
| Џој Горинг     | Елен   |
| Мат Бушел      | Алан   |
| Кејтлин Кросби | Шари   |

## Награде
| Награде                                                    | Награде         | Награде                                                  | Награде |
| Фестивал                                                   | Награда         | Категорија                                               |         |
| ---------------------------------------------------------- | --------------- | -------------------------------------------------------- | ------- |
| Мелбурншки квир филмски фестивал                           | Награда публике | Најбољи филм                                             |         |
| Аутфест                                                    | ХБО награда     | Најбоље прво драмско остварење (Џона Марковиц)           |         |
| Далас Аут тејкс                                            |                 | Најбољи филм                                             |         |
| Међународни геј и лезбијски филмски фестивал у Филаделфији |                 | Специјална награда за режисера дебитанта (Џона Марковиц) |         |
| Геј и лезбијски филмски фестивал у Тампи                   | Награда публике | Најбоља кинематографија                                  |         |
| Геј и лезбијски филмски фестивал у Тампи                   |                 | Најбољи глумац (Тревор Рајт)                             |         |
| Квир филмск фестивал у Ванкуверу                           | Награда публике | Најбољи филм                                             |         |
| Лезбијски и геј филмски фестивал у Сијетлу                 |                 | Најбоље наративно остварење                              |         |
| Лезбијски и геј филмски фестивал у Сијетлу                 |                 | Најбољи нови режисер                                     |         |
|GLAAD медијске награде                                           |                 | најбољи филм ()                                          |         |